# Víctor Ormazábal
Víctor Ormazábal (sinh ngày 2 tháng 4 năm 1985) là một cầu thủ bóng đá người Argentina thi đấu ở vị trí tiền vệ. Anh từng có thời gian chơi bóng tại Việt Nam cho câu lạc bộ Hà Nội và Thành phố Hồ Chí Minh.
Ormazábal trưởng thành từ đội trẻ của Boca Juniors, anh có lần đầu ra sân cho đội 1 vào ngày 6 tháng 7 năm 2003 trong trận với đối thủ Rosario Central. Năm 2004, anh là thành viên của Boca Juniors giành danh hiệu Copa Sudamericana. Ormazábal rời Boca tháng 5 năm 2006 sau khi có 25 ra sân thi đấu cho câu lạc bộ trong cả mùa giải.

## Danh hiệu
| Mùa giải | Câu lạc bộ   | Danh hiệu                 |
| -------- | ------------ | ------------------------- |
| 2004     | Boca Juniors | Vô địch Copa Sudamericana |